# صابون قشتالي

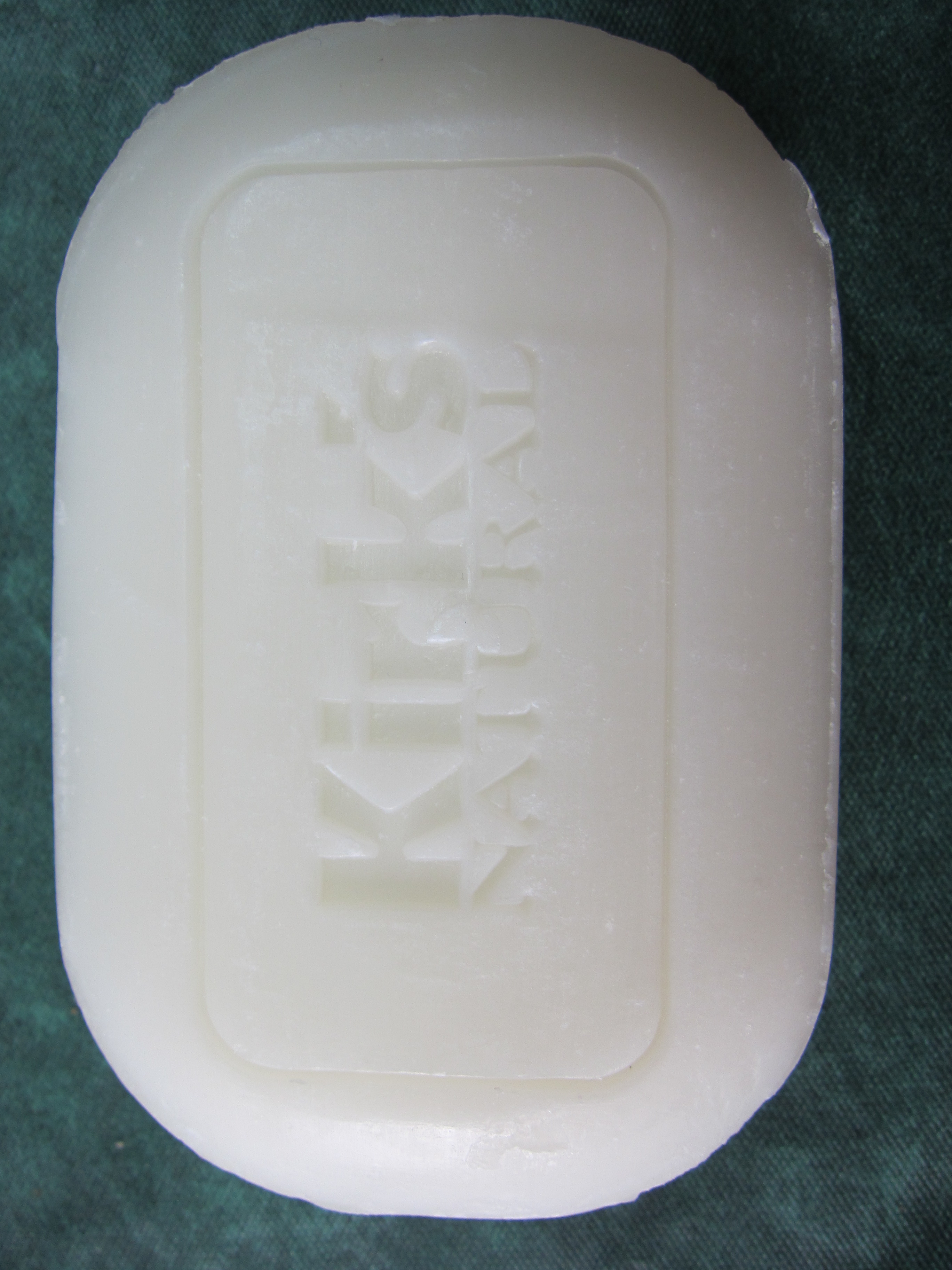
قطعة صابون قشتالي.

الصابون القشتالي (بالإسبانيّة: Jabón de Castilla) هو الاسم الذي يستخدم في البلدان الناطقة باللغة الإنجليزية للصابون المُصنَّع من زيوت نباتية في أسلوب مماثل للصابون الذي كان يصنع في منطقة قشتالة في إسبانيا. تقليديًا يجمع مع زيت الزيتون.

## التاريخ
تعود أصول الصابون القشتالي بحسب عدد من الإدعاءات إلى بلاد الشام، حيث قام صنّاع الصابون في حلب بصناعة الصابون الصلب القائم على الزيتون وزيت الغار لآلاف السنين. ويعتقد أن الصليبيين جلبوا الصابون الحلبي إلى أوروبا معهم في القرن الحادي عشر، على أساس الإدعاء بأن أقرب صابون مصنوع في أوروبا كان بعد الحروب الصليبية، علمًا أنّ هذا الإدعاء فنده المؤرخين حيث عرف الرومان منذ سنوات 300 قبل الميلاد صناعة الصابون وهو ما يعرف باسم صابون زوسيموس من بانوبوليس. وبعد الحروب الصليبية، تمدد إنتاج هذا الصابون لمنطقة البحر الأبيض المتوسط بأسرها.
في القرن السابع عشر، تسبب الصابون حالة من الجدل في إنجلترا، بعدما أحتكرت وإشترت شركات الصابون الكاثوليكية الإسبانية من حكومة تشارلز الأول ملك إنجلترا صناعة الصابون القشتالي. وقد تسببت علاقة الشركة مع الكاثوليكية إلى قيام حملة علاقات عامة عن الغسالات والصابون المحلي التي تُبين كيف أنها أكثر فعالية بكثير من الصابون القشتالي. أثار احتكار وبيع الصابون القشتالي في إنجلترا البروتستانتية لشركة كاثوليكية ضجة كبيرة، والتي أدّت في نهاية المطاف إلى تجريد الشركة الكاثوليكية من الاحتكار.
تقليديًا يتم إنتاج الصابون القشتالي عن طريق خلط مياه البحر من البحر الأبيض المتوسط، وزيت الزيتون، ووزيت الغار بالإضافة إلى ماءات الصوديوم معًا في مرجل كبير.